# 폴렌 우슬루페흘리반
폴렌 우슬루페흘리반(튀르키예어: Polen Uslupehlivan, 1990년 8월 27일 ~ )은 튀르키예의 여자 배구 선수이다. 현재 페네르바흐체에서 활동하고 있다.